# Mesophadnus spilopterus
Mesophadnus spilopterus är en stekelart som beskrevs av Cameron 1907. Mesophadnus spilopterus ingår i släktet Mesophadnus och familjen brokparasitsteklar. Inga underarter finns listade i Catalogue of Life.